# Enercity

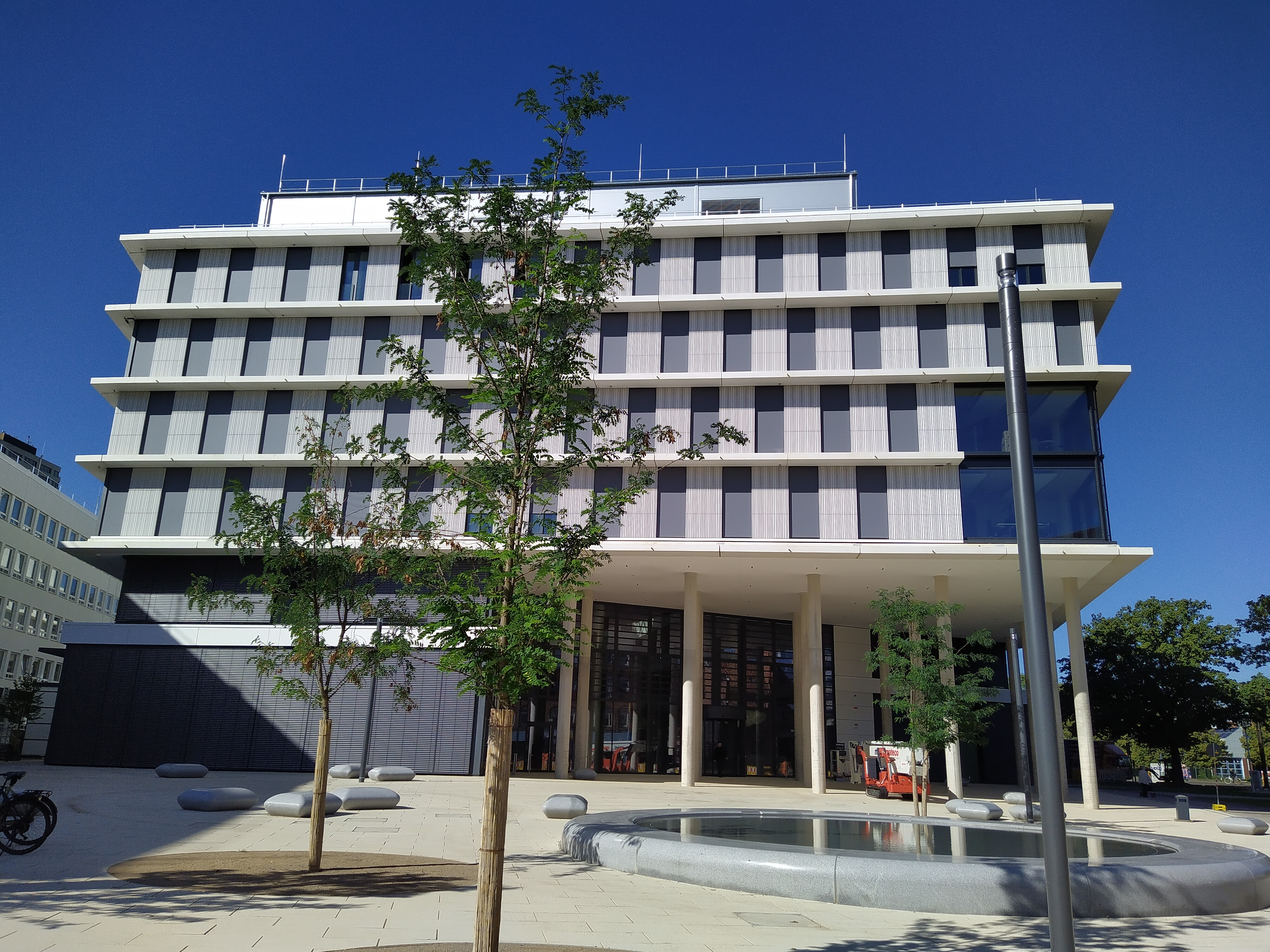
Hauptverwaltungsgebäude in Hannover

Die Enercity Aktiengesellschaft (Eigenschreibweise enercity; ehemals Stadtwerke Hannover Aktiengesellschaft) in Hannover ist ein kommunales Energieversorgungs- und Energiedienstleistungsunternehmen. Der Umsatz lag 2023 bei 9,2 Milliarden Euro und es wurden rund 3370 Mitarbeiter konzernweit beschäftigt. 2018 wurde der Markenname „enercity“ offizieller Unternehmensname, indem die „Stadtwerke Hannover Aktiengesellschaft“ in „enercity Aktiengesellschaft“ umfirmiert wurde. Eigentümer sind die Versorgungs- und Verkehrsgesellschaft Hannover (76 %) und die Thüga AG (24 %).

## Geschichte

### 19. Jahrhundert: Errichtung erster Gas-, Wasser- und Elektrizitätswerke

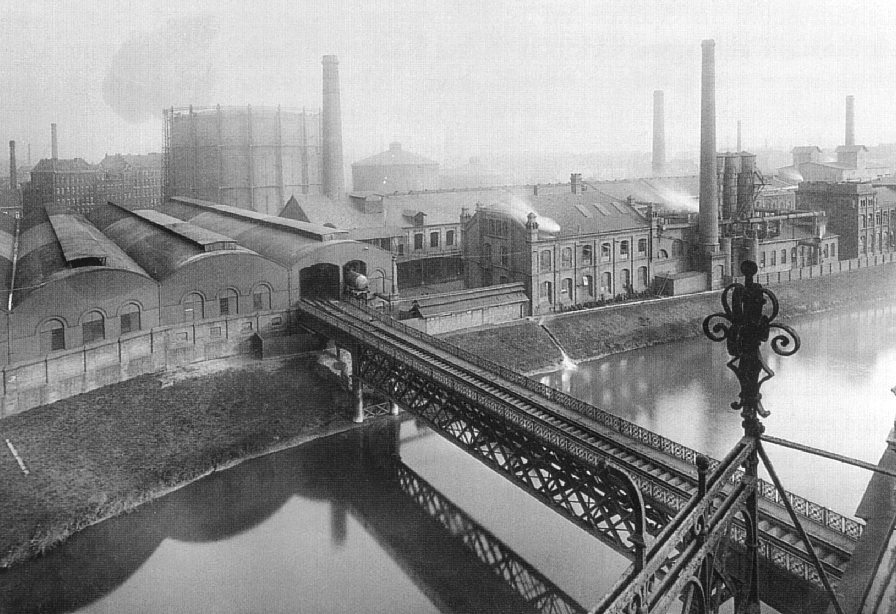
Gaswerk Glocksee an der Ihme, heute nicht mehr existent

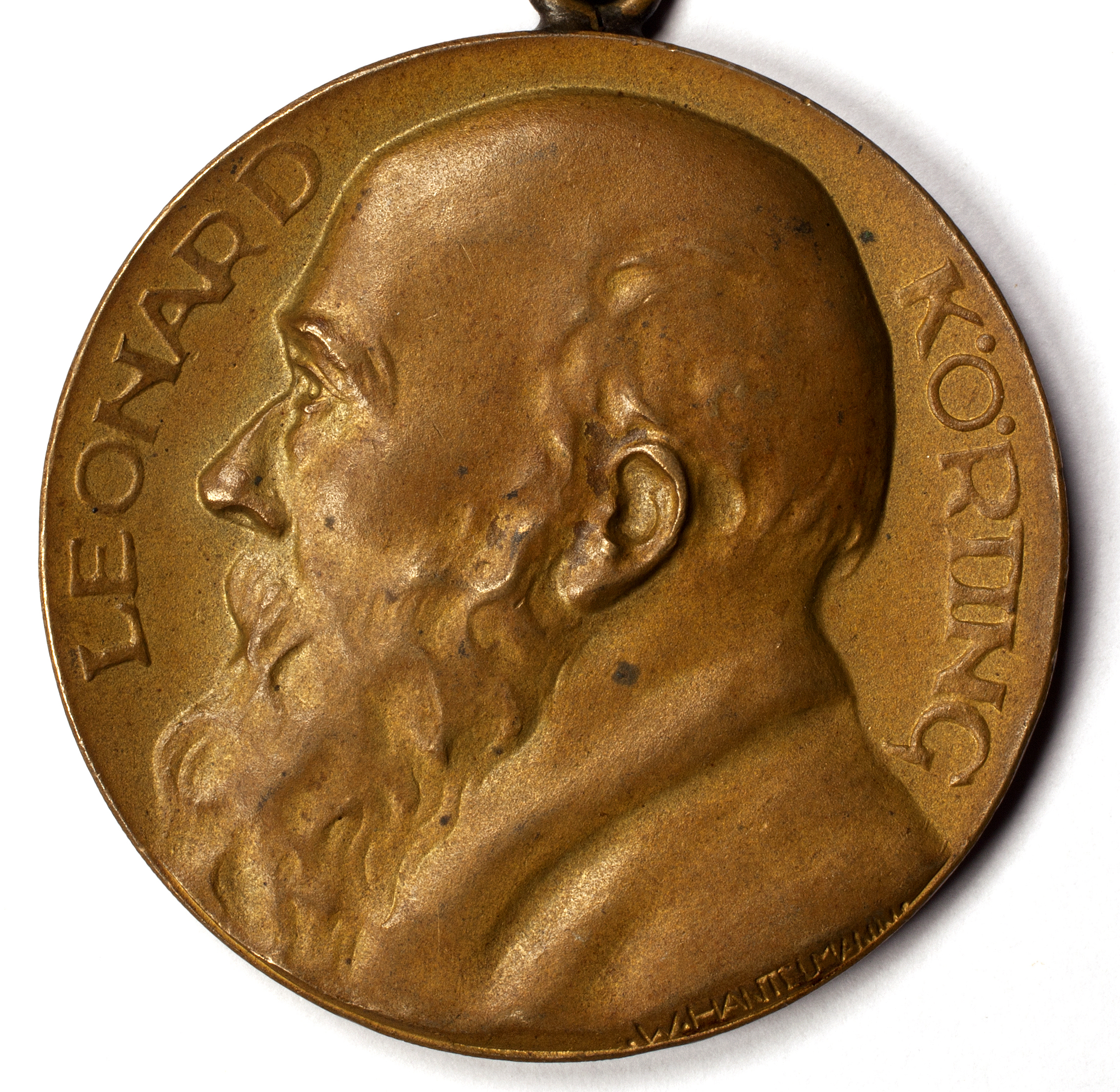
Medaille mit dem Porträt des ersten Direktors der Stadtwerke Leonard Körting

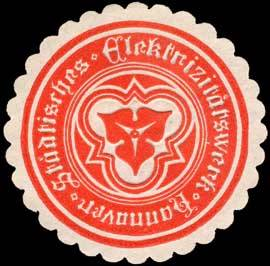
Siegelmarke Städtisches Elektrizitätswerk Hannover

Gegen Mitte des 16. Jahrhunderts existierte in Hannover eine Wasserverteilung über ein Brunnensystem und Wasserleitungen, die über 300 Jahre lang mittels ständiger Ausbauten und Wartungen erhalten werden konnte. 1875 fasste der Magistrat der Stadt den Entschluss, ein Grundwasserwerk in Ricklingen zu erbauen. Die Einwohnerzahl Hannovers von mehr als 100.000 machte diese Entscheidung notwendig, da die einfachen Brunnen dem Wasserbedarf der Stadt nicht mehr gewachsen waren. 1878 nahm das neue Wasserwerk in Ricklingen seinen Betrieb auf, die Errichtung der Werke bei Laatzen-Grasdorf 1899 und am Fuhrberger Feld bei Fuhrberg 1911 folgten.
Bereits 1825 war ein Vertrag mit der Londoner Imperial Continental Gas Association (ICGA) abgeschlossen worden, der das britische Unternehmen mit der Aufgabe betraute, die alten, noch mit Talg betriebenen Straßenlampen durch neue Gaslampen zu ersetzen, diese zu betreiben und zu warten. Hierzu wurde noch im Jahr der Vertragsunterzeichnung mit dem Bau des Gaswerkes Glocksee begonnen als erste Gasanstalt Deutschlands, die 1826 in Betrieb ging. Dadurch war Hannover war die erste Stadt mit Gasversorgung in Deutschland.
1883 folgte dem Wasserwerk Ricklingen und dem Gaswerk Glocksee eine Blockanlage zur Erzeugung elektrischer Energie. 1891 ging schließlich das erste Elektrizitätswerk in der Osterstraße ans Netz.

### 1922–1990er Jahre: Städtische Betriebswerke und Stadtwerke Hannover, Umwandlung in Aktiengesellschaft
Die einzelnen Wasser-, Elektrizitäts- und Gaswerke wurden 1922 zu einem Regiebetrieb zusammengefasst: den Städtischen Betriebswerken. In der Zeit des Nationalsozialismus wurden auch die Betriebswerke gleichgeschaltet. In der Zeit des Zweiten Weltkriegs wurden zudem mindestens 123 Zwangsarbeiter eingesetzt.
Die Nachkriegszeit nach dem Zweiten Weltkrieg war zunächst durch Energieversorgungsprobleme geprägt. Durch Wiederaufbaumaßnahmen und das Wirtschaftswunder profitierten auch die Städtischen Betriebswerke. Neue Anlagen wurden eingerichtet und die Erweiterung der Netze in vorher noch nicht erschlossene Gebiete gefördert. 1952 wurden die Städtischen Betriebswerke in Stadtwerke Hannover umbenannt. Das 1962 in Betrieb genommene Heizkraftwerk Linden begründete das Fernwärmenetz des Unternehmens.
Der Aufschwung der 1950er- und 1960er-Jahre brachte den Stadtwerken bis zu zweistellige Zuwachsraten, woraufhin der Rat der Stadt Hannover im November 1970 die Umwandlung der Versorgungseinrichtungen in eine Aktiengesellschaft beschloss; alleiniger Aktionär der Stadtwerke Hannover AG wurde am 21. Dezember 1970 die Landeshauptstadt Hannover. Die Umwandlung der Stadtwerke in eine Aktiengesellschaft war notwendig, um Stadtwerke und Üstra in der Holding Versorgungs- und Verkehrsgesellschaft Hannover mbH (VVG) zusammenfassen zu können. Unter anderem wurde dadurch ermöglicht, Gewinne der Enercity (früher: Stadtwerke) mit den Verlusten der Üstra zu verrechnen.
Das Geschäft mit Erdgas begann Anfang der 1970er Jahre, 1982 wurde der erste Kavernenspeicher in Empelde in Betrieb genommen, und 1989 begann der Betrieb des Gemeinschaftskraftwerks Hannover in Stöcken. Der erste Block des Kohlekraftwerks Stöcken soll ab Ende 2024 schrittweise im Hinblick auf den Kohleausstieg abgeschaltet werden.

### Seit den 1990er Jahren: Energiewende
Im Zuge der zunehmenden Liberalisierung der Energiemärkte wurde 1996 aus den Stadtwerken Hannover „enercity“. Zunächst war ein Begriff für die Dienstleistung Wärmeservice gesucht worden, woraufhin der Kommunikationswirt Jochen Winkler von der betreuenden Werbeagentur B&B aus Hannover den Namen Enercity vorschlug und die Stadtwerke ihn dann für das Gesamtunternehmen verwendeten.
Seit Anfang der 1990er Jahre engagiert sich das Unternehmen für den Einsatz von Biomasse zur Wärme- und Stromerzeugung. Das größte Projekt in diesem Zusammenhang ist die Übernahme von Anteilen der Danpower GmbH im Jahr 2006.
Mit dem Beschluss der Energiewende begann Enercity in den 2010er-Jahren, seinen Schwerpunkt von fossilen auf erneuerbare Energien zu verlegen. Von 2015 bis 2023 war Susanna Zapreva die Vorsitzende des Unternehmens; sie war an der Implementierung dieses Kurswechsels maßgeblich beteiligt. 2019 kaufte Enercity der Siemens Gamesa die Projektentwicklungsgesellschaft Gamesa Energie Deutschland GmbH mit Sitz in Oldenburg ab, um stärker in Onshore-Windkraftanlagen zu investieren. Anschließend wurden unter anderem 166 Windkraftanlagen der Norderland-Gruppe in Ostfriesland gekauft.
2023 lag der Anteil von Strom aus erneuerbaren Energien bei rund 52 %, bei der Wärmeerzeugung bei rund 22 %. Laut Angaben des Unternehmens sei das Ziel, bis 2030 einen Ökostromanteil von 85 % zu erreichen. Der Kohleausstieg des Unternehmens soll ab 2024 und möglichst bis 2026, spätestens aber bis 2030 durchgeführt werden. Gemeinsam mit der Stadt Hannover wurde ein Plan erarbeitet, wonach bis 2035 Klimaneutralität bei der Erzeugung von Strom und Wärme erreicht werden soll. Bis 2030 plant Enercity, 7,6 Milliarden Euro in die Dekarbonisierung und den Ausbau der erneuerbaren Energien zu investieren. Seit dem 1. Juli 2024 ist Aurélie Alemany Vorstandsvorsitzende der Enercity AG. Im Jahre 2025 übernahm Enercity das Energiehandelsgeschäft, einige Photovoltaikanlagen sowie die Anteile an der Cloud-Lösungsplattform Lynqtech von dem Energieversorger Hanwha Q Cells.

## Unternehmensstruktur

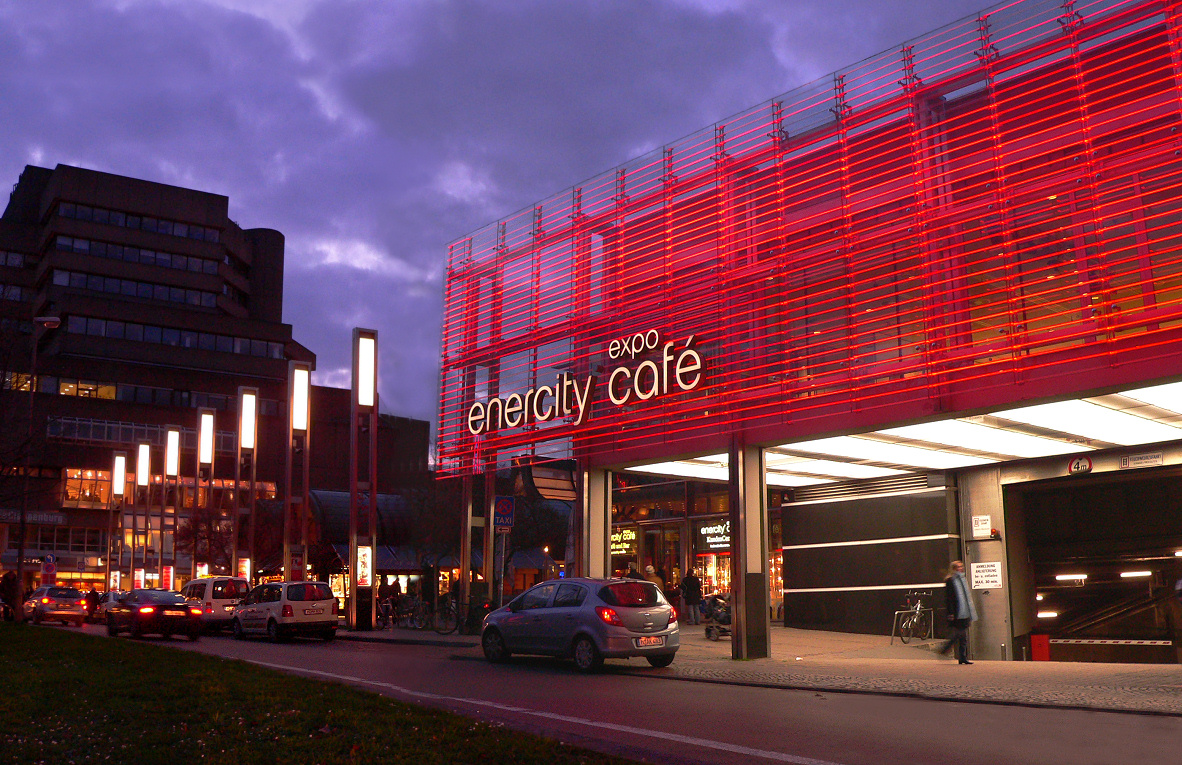
Leuchtröhrenwand des KundenCenter von Enercity am Kröpcke

Enercity erzielte für das Geschäftsjahr 2023 einen Jahresumsatz von rund 9,2 Milliarden Euro.
Die Hauptverwaltung befand sich von 1975 bis 2023 im Ihme-Zentrum im hannoverschen Stadtteil Linden-Mitte, seit August 2023 ist sie in einem Neubau auf dem Glocksee-Gelände in der Calenberger Neustadt angesiedelt. Das Kundencenter von Enercity befindet sich in der Ständehausstraße 6 in Hannover am Kröpcke.
Das Grundkapital von Enercity gehört zu 76 % der Versorgungs- und Verkehrsgesellschaft Hannover (VVG). Weitere 24 % befinden sich im Besitz der Thüga AG mit Sitz in München, an der wiederum die Enercity AG beteiligt ist. Ein größerer Teil der Unternehmensgewinne fließt durch Konzessionsabgaben wieder an die VVG und die Stadt Hannover zurück. Enercity hält mehrere Beteiligungen an Energieunternehmen in der Region Hannover und führt das operative Geschäft für die beiden großen Kraftwerke in den Stadtteilen Stöcken und Linden sowie für den Gasspeicher in Empelde.

## Geschäftsfelder und Produkte
In der Region Hannover beliefert das Unternehmen über 700.000 Menschen mit Strom, Erdgas, Fernwärme, Trinkwasser und Energiedienstleistungen.

### Strom
Seit dem 1. Januar 2018 versorgt Enercity seine Privatkunden bundesweit mit 100 % Ökostrom aus Sonne, Wind, Biomasse und Wasser. Damit zählte Enercity im Jahr 2018 zu den fünf größten Ökostromanbietern in Deutschland. Enercity betreibt zur Produktion von Strom und Fernwärme in Hannover mehrere Kraftwerke: das Heizkraftwerk Linden in Linden-Nord, das Kraftwerk Herrenhausen in Leinhausen sowie zusammen mit VW das mit Steinkohle betriebene Gemeinschaftskraftwerk Hannover in Stöcken, das schrittweise ab Ende 2024 und bis spätestens 2030 abgeschaltet werden soll. Geplant ist, den Kohlestrom in Zukunft unter anderem durch Abwärme, Altholz- und Abfallverwertung und Klärschlammverbrennung zu ersetzen.

### Wind und Solar
2019 lieferte Enercity rund 628.000 Megawattstunden Windenergie. 2022 wurden rund 60 Windparks mit 166 Windkraftanlagen von der ostfriesischen Norderland-Gruppe erworben, im Januar 2023 wurde das Geschäft vollzogen. Stand 2023 besaß Enercity damit 83 Windparks mit 348 Windkraftanlagen.
Mit der Firmentochter „enercity solution GmbH“ bietet Enercity deutschlandweit Photovoltaikanlagen zum Kauf oder zur Miete an. Neben den Komponenten und der Installation erhalten die Kunden Serviceleistungen wie Fernüberwachung, Wartung und einen Versicherungsschutz. Im Expo Park Hannover installierte Enercity 2022 die bislang größte Dach-Photovoltaikanlage in Hannover. Mit der Stadt Hannover und dem Land Niedersachsen hat Enercity Kooperationen geschlossen, wonach sie Photovoltaikanlagen auf den Dächern von öffentlichen Gebäuden installieren können.

### Wärme
Enercity bietet als Wärmeangebote Erdgas, Fernwärme und Wärmepumpen. Nach dem Prinzip der Kraft-Wärme-Kopplung wird die Abwärme aus der Stromerzeugung den Kunden als Raum- oder Prozesswärme geliefert. Im Zuge der Wärmewende plant Enercity einen Ausbau der Fernwärme, zudem setzt das Unternehmen auf Geothermie, Großwärmepumpen und Industrieabwärme als Wärmeerzeuger.
Als weiteren Energieträger bietet Enercity Erdgas an, das direkt über die Leitungen ins Haus kommt und z. B. zum Beheizen der Wohnung und zum Kochen genutzt werden kann. Das Gas wird zum größten Teil aus Erdgasspeichern, wie der Gasspeicher Hannover GmbH, gewonnen, oder es entsteht in Biogasanlagen. Enercity stellte Erdgas auch über Erdgastankstellen für Fahrzeuge zur Verfügung, bis diese Anlagen 2018 an das Unternehmen Orange-Gas verkauft wurden.
Über Hannover hinaus arbeiteten die Tochtergesellschaften Enercity Contracting und Danpower Stand 2022 mit mehr als 300 Kommunen im Bereich Wärmeversorgung zusammen.
Zur Geschichte siehe auch: Gaswerke-Verwaltung (Hannover).

### Elektromobilität
Seit 2010 baut Enercity in Hannover Stromtankstellen für Elektrofahrzeuge aus und stellt dazu stellt in Hannover und Region öffentliche und halböffentliche Ladepunkte für E-Autos, E-Bikes und E-Roller zur Verfügung. Im Dezember 2020 wurde der 1000. Ladepunkt von Enercity eröffnet. Für die Realisierung von DC-Schnellladestationen (Direct Current, kurz DC) arbeiten Enercity und Üstra zusammen. Für das Finden von E-Auto-Ladepunkten brachte Enercity im Herbst 2023 die App „easygo“ auf den Markt. Enercity liefert außerdem Lademöglichkeiten für Privatkunden am Wohnort sowie für Firmen. Zudem vermietete Enercity in Kooperation mit der Autoagentur nextmove Elektroautos unterschiedlicher Hersteller.
Neben einer Beratung für Privatkunden, die auf Elektrofahrzeuge umsteigen wollen, liefert Enercity Stromtankstellen zum Laden ihrer Elektroautos. 2023 installierte Enercity 72 Ladepunkte für E-Autos am Flughafen Hannover.

### Glasfaser
Im Jahr 2021 nutzten rund 27.000 Privathaushalte und 600 Gewerbekunden Glasfaseranschlüsse durch Enercity. Bis 2030 plant das Unternehmen, 150.000 Haushalte an die Glasfasertechnologie anzuschließen.

### Wasser
Drei Wasserwerke, in Elze-Berkhof, Fuhrberg und Grasdorf, versorgen die über 700.000 Menschen in Hannover und Region mit Trinkwasser. Insgesamt speist Enercity jedes Jahr rund 43 Millionen Kubikmeter Wasser in das Netz ein.

## Beteiligungen (Auszug)
Danpower GmbH
Die Danpower GmbH ist ein bundesweit tätiges Wärmeversorgungs- und Contractingunternehmen mit Sitz in Potsdam. Es ist spezialisiert auf den Bereich dezentrale Energieversorgung und regenerative Energien mittels Kraft-Wärme-Kopplung und auf den Einsatz von Biomasse. Seit 2006 ist Enercity an Danpower beteiligt; 2018 wurde Enercity die alleinige Gesellschafterin der Danpower GmbH.
Enercity Contracting GmbH
Im Januar 2009 hat Enercity die 100-prozentige Tochter „enercity Contracting GmbH“ gegründet, die die Vertriebsaktivitäten von Enercity in dem Geschäftsfeld Contracting (Erstellen und Betreiben dezentraler Energieanlagen im Kundenauftrag) übernimmt.
Enercity Erneuerbare GmbH
Die „enercity Erneuerbare GmbH“ ist ein Unternehmen mit Sitz in Leer. Geschäftsfeld ist Planung, Errichtung, Betrieb, Erwerb von Anlagen zur Erzeugung von Energie aus erneuerbaren Quellen, insbesondere Windenergieanlagen, sowie die Vermarktung von erneuerbarer Energie.
Enercity Netz GmbH
Die „enercity Netz GmbH“ ist eine 100-prozentige Tochter der Enercity AG. Gegenstand des Unternehmens ist der Betrieb von Energieversorgungsnetzen zum Zwecke der leitungsgebundenen Elektrizitäts- und Gasversorgung sowie der Betrieb und die Instandhaltung von Messgeräten und die Verbrauchsdatenerfassung für Elektrizität und Gas. Sie ist somit Verteilnetzbetreiber und Messstellendienstleister.
Enercity Solution GmbH
Die „enercity Solution GmbH“ ist eine Tochtergesellschaft von Enercity für den Solarbereich. Sie ist unter anderem für die Errichtung von PV-Anlagen auf Gebäuden des Landes Niedersachsen verantwortlich und bietet PV-Anlagen zum Kauf oder zur Pacht.
 Enercity-Fonds „proKlima“ GbR
Der 1998 gegründete Klimaschutzfonds „proKlima“ wird finanziert von den Städten Hannover, Hemmingen, Laatzen, Langenhagen, Ronnenberg und Seelze (zusammen das „proKlima-Fördergebiet“) sowie von Enercity. Das Unternehmen trägt mit ca. 75 % Anteil den Großteil des jährlichen Fondsvolumens von rund 4,4 Millionen Euro. Bis 2023 bewilligte proKlima Fördermittel in Höhe von circa 52 Millionen Euro für rund 38.500 Maßnahmen. Die Vergabe des Geldes erfolgt nach festgelegten Kriterien: Die CO2-Effizienz, die absolute CO2-Reduzierung, die Multiplikatorenwirkung und der Innovationsgrad der Maßnahmen sind dabei relevant. 2023 wurden rund 1500 Anträge mit insgesamt 4,2 Millionen Euro Förderzuschüssen bewilligt, darunter vor allem Anträge im Heizungssektor.
Energie-Projektgesellschaft Langenhagen mbH
An der Energie-Projektgesellschaft Langenhagen mbH sind die Stadt Langenhagen und Enercity zu je 50 Prozent beteiligt. Das Unternehmen wurde 1994 gegründet.  Ein Schwerpunkt ist die Nahwärmeversorgung durch den Einsatz von Blockheizkraftwerken.
An der Energie-Projektgesellschaft Langenhagen mbH sind die Stadt Langenhagen und Enercity zu je 50 % beteiligt. Das Unternehmen wurde 1994 gegründet. Zu den Geschäftsfeldern des Unternehmens zählen die Planung, der Bau und der Betrieb effizienter Strom- und Wärmeproduktionsanlagen auf kommunaler Ebene zählen die Planung, der Bau und der Betrieb effizienter Strom- und Wärmeproduktionsanlagen. Ein Schwerpunkt ist die Nahwärmeversorgung von Wohnhäusern und anderen Gebäuden durch den Einsatz von Blockheizkraftwerken.
Gasspeicher Hannover GmbH
Gemeinsam mit der Erdgas Münster GmbH besitzt Enercity ein Gemeinschaftsunternehmen, die Gasspeicher Hannover GmbH (GHG), an der Enercity einen Anteil von 68,35 % hält. Die GHG betreibt die Gaskavernen Empelde, einen Erdgasspeicher mit vier Kavernen in Ronnenberg-Empelde.
Gemeinschaftskraftwerk Hannover GmbH
Die Energieerzeugungsanlage Gemeinschaftskraftwerk Hannover entstand in Zusammenarbeit mit dem Volkswagenwerk Hannover sowie der Continental AG in Hannover-Stöcken. Abgedeckt wird der gesamte  Prozess- und Raumwärmebedarf von VW-Nutzfahrzeugen sowie die Grundlast an Fernwärme und Elektrizität für das Versorgungsgebiet von Enercity. Mit Kaufvertrag vom 23. Juni 2010 hat Enercity von der Continental Reifen Deutschland GmbH, Hannover, deren 10,2-prozentigen Anteil an der Gemeinschaftskraftwerk Hannover GmbH erworben. Enercity hält damit einen Anteil von 84,7 %. Die Anlage kann bis zu 50 % des Strombedarfs von Hannover decken. Ihre Abschaltung ist für spätestens 2030 geplant.
Gemeinschaftskraftwerk Hannover-Linden GmbH
Am Heizkraftwerk Linden in Hannover-Linden hält Enercity einen Anteil von 90 %. 2013 wurden als bis dahin größte Einzelinvestition des Unternehmens 155 Millionen Euro eingesetzt, um das Heizkraftwerk zu modernisieren und umweltfreundlicher zu machen. Geplant ist, das Heizkraftwerk Linden bis 2035 von Erdgas auf Wasserstoff umzurüsten.
HTP GmbH
Ab 1996 vermarkteten die damaligen Stadtwerke Hannover AG das eigene Telekommunikationsnetz zur Steuerung ihrer Anlagen über eine eigens gegründete Gesellschaft. Die HTP GmbH ist ein im Raum Hannover, Hildesheim, Braunschweig, Peine, Wolfenbüttel und Hameln-Pyrmont agierendes Telekommunikationsunternehmen mit über 100.000 Privat- und Geschäftskunden (Stand: 2020). Enercity hält 50 % der Anteile an HTP, die anderen 50 % werden von der EWE AG mit Sitz in Oldenburg gehalten. Bei dem Bau von Glasfaserkabeln in Hannover kooperieren die HTP GmbH und Enercity.
Ökoloco
2023 übernahm Enercity eine Mehrheitsbeteiligung an dem in Essener Unternehmen Ökoloco, das im Bereich Heizungskauf, Heizungstausch und die Heitzungswartung arbeitet. Dabei liegt der Fokus von Ökoloco auf Wärmepumpen und Wärmetechnik.
Rockethome
2021 ist Enercity bei dem Kölner IoT-Anbieter Rockethome eingestiegen. Rockethome arbeitet im Bereich der Digitalisierung von Immobilien und Kommunen.
Stadtwerke Wunstorf GmbH & Co. KG
Die Stadtwerke Wunstorf GmbH & Co. KG versorgen rund 10.000 Haushalte und Gewerbetreibende mit Strom, Erdgas und Wärme in der Region Wunstorf. Die Mehrheit der Anteile wird von der Stadt Wunstorf – über die Bäderbetriebe – gehalten. Neben der E.ON Avacon AG ist Enercity mit einem Anteil von 34 % beteiligt.
Thüga Holding GmbH & Co. KG aA
Im Dezember 2009 erwarb eine Gruppe kommunaler Unternehmen unter Beteiligung von Enercity sämtliche Anteile an der Thüga AG über die Thüga Holding GmbH & Co. KGaA von der E.ON Ruhrgas AG. Enercity hält einen Anteil von 20,53 %, weitere Anteile in derselben Höhe halten Mainova aus Frankfurt und N-ERGIE aus Nürnberg.
Frühere Beteiligungen
Am mit Steinkohle betriebenen Kraftwerk Mehrum hatte Enercity einen Anteil von 83,3 %, dieser wurde im Jahr 2017 vom tschechischen Energieversorger EPH übernommen.

## Sponsoring und Engagement
Am 8. April 2011 wurde mit Unterstützung der Landeshauptstadt Hannover der enercity Härtefonds e. V. gegründet. Der Verein soll soziale Härten bei Strom-, Gas- und Wassersperrungen vermeiden helfen und ist mit jährlich 150.000 Euro ausgestattet. Er ist das Ergebnis eines langjährigen Konsultationsprozesses mit gesellschaftlichen und behördlichen Akteuren aus dem Sozialsektor.
Ab 2012 unterstützte Enercity den Verein Hannover 96 in der Fußball-Bundesliga als Co-Sponsor. Außerdem ist Enercity seit 2010 für den TSV Hannover-Burgdorf in der Handball-Bundesliga der Trikot-Sponsor.
Enercity ist Hauptsponsor der „enercity Leinewelle“, einer 2023 eröffneten künstlichen Welle in der Leine. Diese liegt in der Altstadt von Hannover und kann zum Surfen benutzt werden. Enercity trug einen großen Teil der Baukosten in Höhe von rund zwei Millionen Euro zusammen, wofür die Leinewelle bis 2033 den Unternehmensnamen trägt.
Das vom Jazz Club Hannover am Himmelfahrtstag veranstaltete Open-Air-Musikfestival „Swinging Hannover“ hat Enercity seit 2005 als Hauptsponsor und heißt seitdem offiziell „enercity swinging hannover“. Ebenfalls gefördert wird der am Vortag stattfindende Jazzbandball. Während der COVID-19-Pandemie veranstaltete Enercity gemeinsam mit dem Jazz Club Hannover die #sofakonzerte als Konzertreihe mit verschiedenen Künstlern. Sie werden auch auf dem YouTube-Kanal von Enercity gezeigt.
Enercity unterstützt die Johann-Jobst-Wagenersche Stiftung. Zudem ist Enercity Gründungspartner und war in der Vergangenheit über viele Jahre Hauptsponsor des Jungen Schauspiels Hannover.

## Maschseefontäne

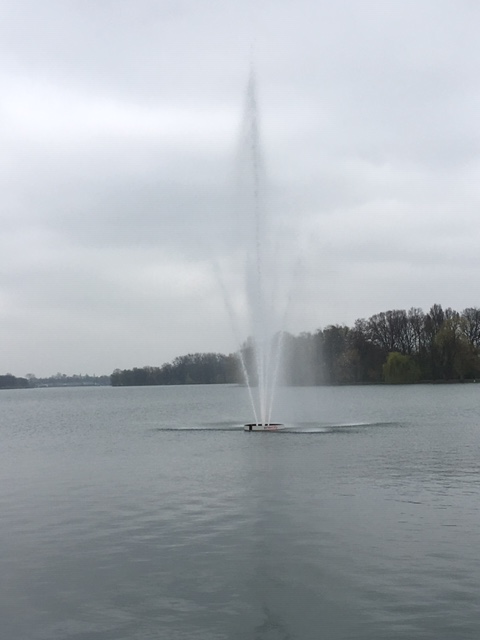
Maschseefontäne

Die Maschseefontäne befindet sich am Nordufer des Maschsees in Hannover und war ein Geschenk anlässlich des 50. Geburtstags der Enercity AG an die Stadt Hannover. Im Jahr 1987 wurde sie in Betrieb genommen und seitdem übernimmt Enercity die Instandhaltung sowie die Stromkosten. 2020 wurden LED-Leuchten für eine energieeffiziente Beleuchtung am Abend und zu besonderen Anlässen installiert.